# Mydaea fulvicrura
Mydaea fulvicrura är en tvåvingeart som först beskrevs av Huckett 1965.  Mydaea fulvicrura ingår i släktet Mydaea och familjen husflugor.
Artens utbredningsområde är Ontario. Inga underarter finns listade i Catalogue of Life.